# Diplotaxis siettiana
Diplotaxis siettiana Maire – gatunek rośliny z rodziny kapustowatych (Brassicaceae Burnett). Występuje endemicznie na hiszpańskiej wyspie Alborán w zachodniej części Morza Śródziemnego. 

## Morfologia
PokrójMa owłosione pędy. Dorasta do 10–40 cm wysokości.
LiściePodłużnie owalne, pojedynczo lub podwójnie skrzydlate. Mają 5–15 cm długości oraz 3–7 cm szerokości. Złożone z 2–4 par eliptycznych lub owalnych listków. Blaszka liściowa jest ząbkowana lub klapowana.
KwiatyZebrane w gronach. Działki kielicha są podłużne, mają 4–6 mm długości. Płatki są prawie owalne, żółte, mają 9–12 mm długości.
OwoceStrąki o liniowym kształcie. Mają 23–34 mm długości i 2–3 mm średnicy.

## Biologia i ekologia
Roślina jednoroczna. Występuje na obszarach nizinnych na skalistym bądź piaszczystym podłożu. Kiełkowanie, kwitnienie i owocowanie zależy od opadów deszczu. Kwitnie w kwietniu i maju.
Dzieli siedliska z takimi roślinami jak Frankenia pulverulenta i Mesembryanthemum nodiflorum, które jednak są najwyraźniej bardziej tolerancyjne na wysokie stężenia soli lub azot. Opady deszczu są bardzo niskie i wynoszą mniej niż 100 mm rocznie.

## Ochrona
W Czerwonej księdze gatunków zagrożonych został zaliczony do kategorii CR – gatunków krytycznie zagrożonych wyginięciem. Został sklasyfikowany do tej kategorii, ponieważ jego zakres występowania wynosi zaledwie 0,0712 km², a jego obszar użytkowania jest mniejszy niż 2 km². Wszystkie populacje występują w jednym miejscu. Nie obserwuje się kontynuacji spadku liczby subpopulacji. 
Liczebność populacji waha się głównie z przyczyn antropologicznych. Nawadnianie wyspy Alborán wodą morską oraz zmniejszenie ilości próchnicy w wyniku lądowania śmigłowców przyczyniły się do spadku liczebności tego gatunku. Obszar wyspy został w dużym stopniu zmodyfikowany przez człowieka. Niedawno wprowadzono kilka zwierząt domowych, które powodują dalszą erozję gleby i nitryfikację. Obserwacja w 1970 roku mówiła o setkach dorosłych osobników, choć w 1974 roku odnotowano tylko 150 okazów. W 1980 roku zaobserwowano redukcję populacji o 90%. W 1999 roku zostały ponownie wprowadzone 48 rośliny, ale naukowcy nie są pewni, czy populacja jest samowystarczalna. Nie zaobserwowano rozproszenia się gatunku do innych części wyspy. W 2000 roku zarejestrowano 1200 okazów, jednak już w 2003 roku było ich tylko 600.